# Liste der österreichischen Botschafter in Griechenland
Dies ist eine Liste der österreichischen Gesandten und Botschafter in Griechenland.
Der Botschafter in Athen ist regelmäßig auch in Nikosia akkreditiert.

## Missionschefs

### k.k. Österreichische Gesandte
1834: Aufnahme diplomatischer Beziehungen
- 1834–1849: Anton Prokesch von Osten (1795–1876)
- 1849–1853:
- 1853–1854: Franz von Leykam[3] (1814–1883)
- 1854–1856: Hector von Walter[3] (1799–1881)
- 1856–1860: Adolph von Brenner-Felsach (1814–1883)
- 1860–1868: Heinrich von Testa (1807–1876)

### k.u.k. Österreichisch-ungarische Gesandte
- 1868–1869: Karl von Eder

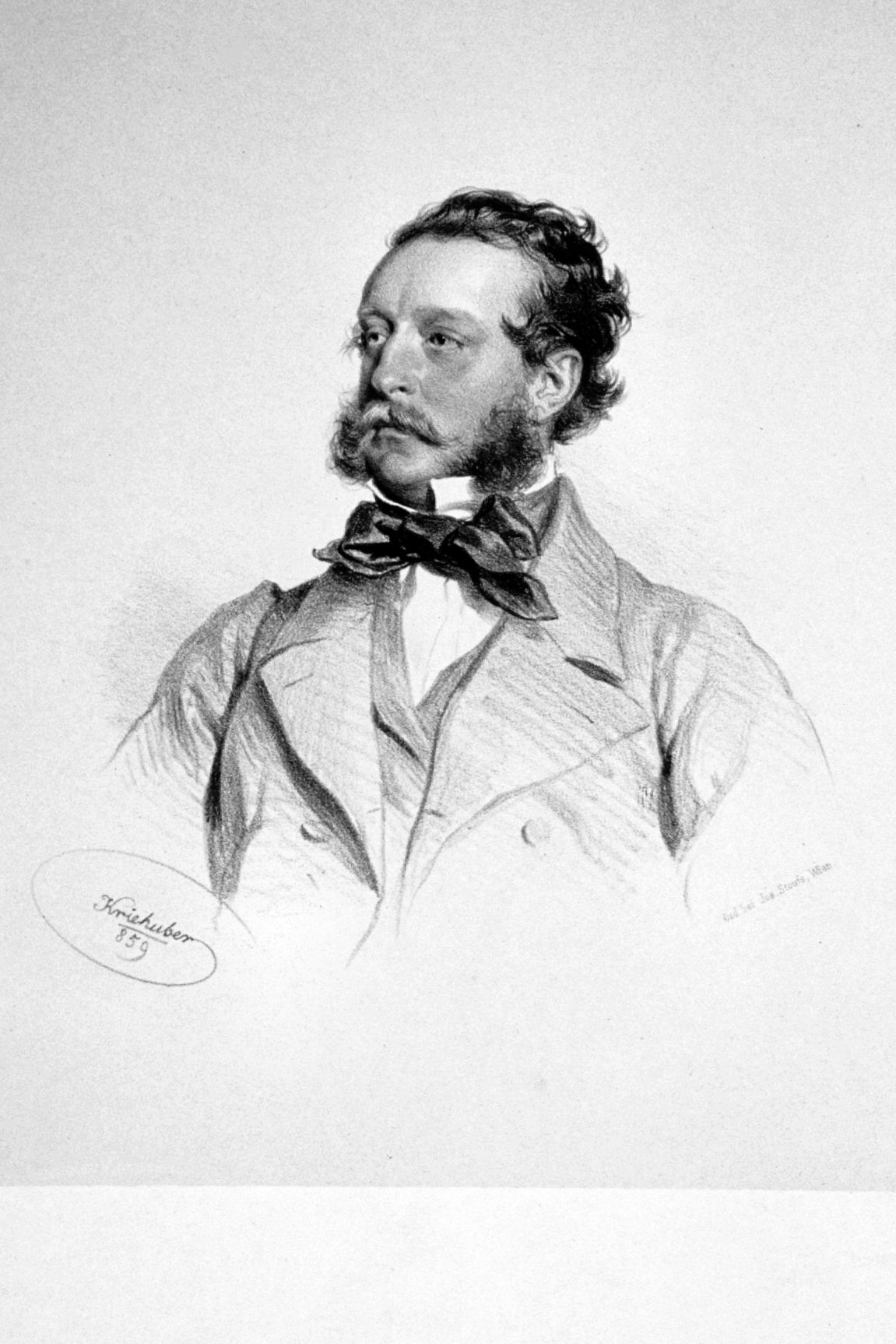
Nikolaus von Pottenburg, Lithographie von J. Kriehuber

- 1869–1872: Heinrich Karl von Haymerle (1828–1881)
- 1872–1874: Nikolaus von Pottenburg (1822–1884)
- 1874–1877: Joachim Eduard von Münch-Bellinghausen (1786–1866)
- 1877–1880: Viktor Dubský von Třebomyslice (1834–1915)
- 1880–1883: Adolph von Brenner-Felsach (1814–1883)
- 1883–1887: Konstantin von Trauttenberg (1841–1914)
- 1887–1897: Gustav von Kosjek (1838–1897)
- 1897–1903: Stephan Burián (1852–1922)
- 1903–1908: Karl von Macchio (1859–1945)
- 1909–1913: Carl von Braun
- 1913–1916: Julius Szilassy von Szilas und Pilis (1870–1935)

1916: Abbruch der diplomatischen Beziehungen

### Österreichische Botschafter (seit 1919)
...
- 1930–1933: Otto Günther (1884–1970)
- 1933–1938: Wilhelm Engerth (?)

1938 bis 1951: Unterbrechung der Beziehungen
- 1951–1954: Paul Winterstein (1887–1973)
- 1954–1955: Stephan Tauschitz (1889–1970)
- 1955–1960: Robert Friedinger-Pranter (–1967)
- 1960–1964: Kurt Farbowsky (1911–)
- 1964–1972: Ludwig Steiner (1922–2015)

...
- 1976–1978: Simon Koller (1912–1977)[4]

...
- 1983–1985: Herbert Amry (1939–1985 in Athen)

...
- 1986–1990: Hellmuth Strasser (* 1934)[5]
- 1991–1995: Georg Calice[6]
- 1996–2001: Hans Sabaditsch
- 2002–2004: René Pollitzer (* 1955)
- 2004–2007: Herbert Kröll
- 2007–2012: Michael Linhart (* 1958)
- 2012–2015: Melitta Schubert (* 1963)
- 2015–2019: Andrea Ikić-Böhm
- 2019–2023: Hermine Poppeller
- 2023–heute: Gerda Vogl